# Chlorophorus sexguttatus
Chlorophorus sexguttatus är en skalbaggsart som beskrevs av Lucas 1849. Chlorophorus sexguttatus ingår i släktet Chlorophorus och familjen långhorningar. Inga underarter finns listade i Catalogue of Life.